# Formica subrufa
Espèce
Formica subrufa est une espèce de fourmis, originaire d'Espagne qui vit dans certaines régions de France (tout le bassin méditerranéen).
Elle appartient au sous-genre Iberoformica donc théoriquement apte à être prise comme esclave par Formica sanguinea mais de par leur éloignement géographique il est très rare de voir ce phénomène[pas clair].

## Physionomie
Ces fourmis sont de couleur brunâtre, la taille des ouvrières est de 4-6 mm, taille de la gyne : 9-11 mm

## Comportement
Elles sont monogynes (une seule reine par colonie) et pratiquent des essaimages discrets à massifs de juin à juillet
Les ouvrières sont monomorphes (toutes les ouvrières sont semblables), thermophiles (organismes qui ont besoin d'une température élevée pour vivre) et xérophiles (vivent dans des milieux très pauvres en eau).
Elles sont très agressives, elles attaquent tout ce qui s'approche et réagissent violemment à toute perturbation d'onde et extrêmement rapide.

## Alimentation
Elles sont omnivores, elles mangent des insectes de taille relative mais apprécient également les liquides sucrés comme le miellat (elles n'élèvent pas de pucerons mais par comportement opportuniste, elles traient les pucerons de passage).

## Biotope
Elles vivent en plaine sèche et ensoleillée, sur site rocailleux ou sur terre sablonneuse. Les nids sont en pleine terre avec possibilité d'entrée multiple (murets de pierres sèches).